# Vormsi
Vormsi (švédsky Ormsö, německy Worms, ve vormském švédském nářečí Årmse) je jeden z estonských ostrovů v Baltském moři.
Vormsi se rozkládá mezi estonskou pevninou, vybíhající naproti ostrovu do Noarootského poloostrova, a ostrovem Hiiumaa. Zeměpisné souřadnice středu ostrova jsou 59° 00' severní šířky a 23° 13' východní délky.
Ostrov má rozlohu 93 km², což ho činí čtvrtým největším ostrovem v Estonsku, a zvedá se nad mořskou hladinu do výše 13 m.

## Jméno
Estonské jméno ostrova vzniklo poestonštěním švédského pojmenování Ormsö, které je odvozeno ze slov orm („had“) a ö („ostrov“). Pravděpodobně se však nejedná o „hadí ostrov“, nýbrž o „Ormův ostrov“, pojmenovaný podle vikinského náčelníka Orma.

## Geografie

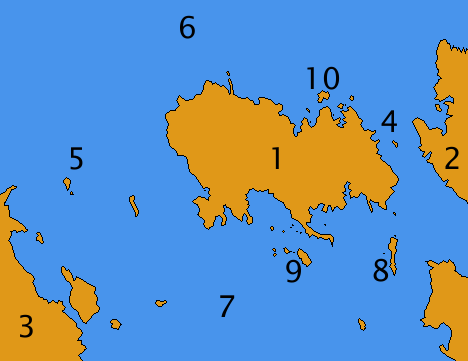
Vormsi a okolní ostrovy a pevnina

### Vormsi mezi okolními ostrovy
Ostrov Vormsi (na mapce vpravo 1) je oddělen od pevninského Noarootského poloostrova (2) průlivem Voosi kurk (4) a od ostrova Hiiumaa (3) průlivem Hari kurk (5). V těsné blízkosti jej obklopuje několik desítek menších ostrovů a ostrůvků, z nichž největší jsou Hobulaid (8), Pasilaid (9) a Suur-Tjuka (10), oddělená průlivem Tjuka väin. Na sever od celé ostrovní formace se otevírá Baltské moře (6), na jihu se rozkládá Průlivové moře (Väinameri, 7), vnitřní moře Západoestonského souostroví.

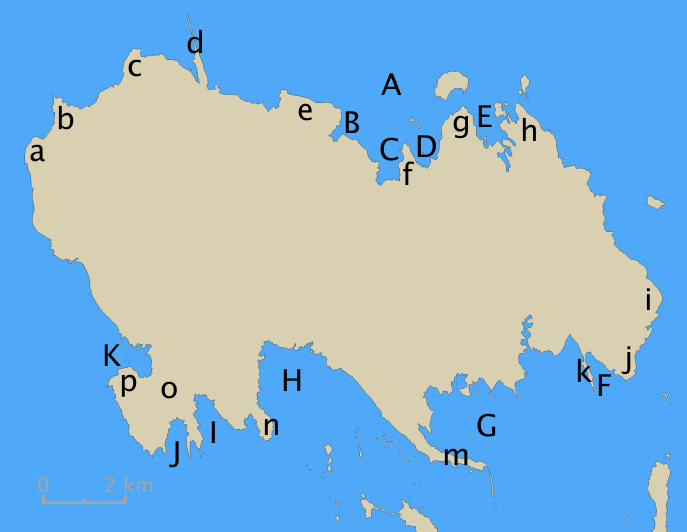
Útvary pobřeží ostrova Vormsi

### Pobřeží
Pobřeží Vormsi je velmi členité a různorodé. Na severní a západní straně ostrova se břeh a následné mořské dno rychle svažuje, na jižní a východní straně je moře ještě v několikakilometrovém pásu mělké a místy zarostlé rákosím. Z výběžků pobřeží jsou na severní straně nejvýraznější Kjursgrunne (na mapce vpravo b), Kärrslätti neem (c), Austurgrunne (d), Borrby holm (e), Klubba (f) a Norrby neem (h) na severu, široký Gjusgrunne (i) na východě a Obholmen (j), Långaurn (k), Rumpo nina (m), Mõisanina (n) a Mõisaholm (o) na jihu. Ze zálivů jsou zmínky hodné na severní straně široký Rälby laht (A), členící se dále v Borrby laht (B), Rännan (C) a Austurvike (D), a východněji ležící úzký Diby laht (E), na jižní straně Kroken (F), Sviby laht (G), Hullo laht (H), Austurvike (I) a Såndvike (J), na západní straně pak Västurvike (K).

### Povrch
Plochý povrch ostrova se zvedá jen do několika nevysokých pahorků, soustředěných spíše v západní části ostrova. Nejvyšším bodem ostrova je nevýrazná bezejmenná vyvýšenina v zalesněném území mezi vesnicemi Förby, Suuremõisa a Fällarna.
Vlivem postupného zvedání ostrova vznikla z bývalých zálivů tři větší jezera – Diby järv při severovýchodním pobřeží ostrova, Kärrsläti järv na severozápadě a Prästviik na jihu, poblíž Hullo lahtu.
Z mnoha bludných balvanů si vlastní jméno vysloužily Parunikivi nedaleko Hullo, Skärestain na jihovýchodě ostrova, Kerrgrundstain na Norrby neemu a Smen jihovýchodně od Borrby.

## Příroda

### Geologie
Ostrov se vynořil z moře přibližně před 3000 lety a od té doby se vlivem pokračujícího tektonického zdvihu rozšířil do dnešní velikosti. Horninové jádro ostrova tvoří ordovické vápence, částečně překrytý mladšími štěrkovými a pískovými usazeninami, formovanými pevninským ledovcem. Povrch ostrova proto zdobí množství bludných balvanů.

### Flóra
Typickým rostlinným společenstvem západní části ostrova je vápencová step s porosty jalovce, zatímco východní část má spíše charakter mokřadní. Více než polovina ostrova je pokryta lesem. Díky staletému tradičnímu způsobu hospodaření vznikly na Vormsi jedinečné a druhově mimořádně bohaté pobřežní pastviny, stromové louky (puisniit), stanoviště mnoha chráněných a ohrožených druhů rostlin i živočichů.
Na ostrově je evidováno přes 900 druhů vyšších rostlin, z nich přibližně 60 je přísně chráněno – mezi nimi například střevíčník pantoflíček, okrotice dlouholistá, okrotice červená, tořič hmyzonosný, vraneček brvitý, sleziník routička či matizna bahenní. Velmi bohatá a zajímavá je druhová skladba lišejníků, jichž na Vormsi roste 301 druhů.

### Fauna
Na ostrově byly nalezeny tři druhy plazů a tři druhy obojživelníků, mezi nimi vzácná ropucha krátkonohá, která žije v mělkých pobřežních jezírkách. Savců je evidováno 25 druhů, mezi nimi též chráněný netopýr ušatý a rys ostrovid. Velmi četné je na ostrově prase divoké.
Nejčetněji zastoupenou skupinou jsou ptáci. Celkem bylo na Vormsi pozorováno 211 ptačích druhů. Hnízdí zde orel mořský a jeřáb popelavý, vyskytuje se tu sokol stěhovavý, výr velký, bukač velký, jespák obecný baltský, chřástal polní.
Ostrovem procházejí dvě linie ptačího tahu — jedna vede přes Noarootský poloostrov, nad Vormsi se stáčí k jihu a pokračuje nad pobřežím Průlivového moře přes Virtsu do Rižského zálivu, druhá přichází od východu po severním pobřeží Estonska a přes Vormsi vede dále směrem na Tahkunský poloostrov. K nejvýznamnějším zástupcům tažných druhů patří berneška bělolící a již zmíněný jeřáb popelavý.

## Doprava
Každodenní spojení ostrova s pevninou zajišťuje pravidelná linka mezi vormským přístavem Sviby a přístavem Rohuküla, k dispozici je též vodní taxi pro mimořádnou přepravu. Doprava po ostrově je možná jednak po státní silnici, která ve tvaru osmičky se středem v Hullo prochází většinou obydlených míst, jednak po síti dalších zpevněných i nezpevněných cest. Po státní silnici jezdí jediná pravidelná autobusová linka na ostrově, navazující na příjezdy a odjezdy přívozu Sviby-Rohuküla. Ve Sviby funguje půjčovna jízdních kol a pramic.

## Dějiny

### Od nejstarších dob do Severní války
Od svého vzniku byl ostrov pravděpodobně neosídlený až do 13. století, kdy na něj přišli švédští osadníci. Do let 1330-1340 je datována výstavba nejstarší části kostela sv. Olafa, z roku 1391 pochází první listinná zmínka o ostrově.
Během livonské války ostrov roku 1575 vyplení Rusové, roku 1581 však Vormsi dostane pod kontrolu Švédsko a přičlení je ke svému území. V roce 1590 se Vormsi stává samostatnou farností, 1604 jsou založeny panské statky Magnushof (dnes Suuremõisa) a Söderby, 1632 získává Vormský kostel dostavbou hlavní lodi současnou podobu. V roce 1660 sám švédský král Karel IX. uděluje obyvatelům ostrova zvláštní ulehčení z poddanských povinností.

### Od Severní války do sovětské okupace
Roku 1700 propuká Severní válka, v níž se Švédsko snaží obhájit svou nadvládu v baltském prostoru proti konkurenčním mocnostem, zejména Rusku. Po bitvě u Poltavy v červenci 1709 padají švédské državy v Estonsku postupně do rukou Rusů, roku 1710 i Vormsi. Na život ostrovanů to zprvu nemá velký vliv. Situace se mění teprve v roce 1748, kdy ostrov kupují baroni ze Stackelbergu. Zatímco dosavadní feudální páni Vormsi ponechávali svým poddaným poměrnou svobodu a dodržovali dříve udělená privilegia, Stackelbergové se projevili jako páni samolibí a krutí. Svědčí o tom řada soudních procesů, které vormští sedláci proti baronům vedli. Teprve v roce 1841 se jim podařilo dosáhnout toho, že vláda estonské gubernie zbavila tehdejšího barona ze Stackelbergu vlády nad Vormsi. Roku 1844 však uspěl baronův syn se žádostí, aby bylo panství vráceno jemu; neoblíbený rod tak vládl ostrovu ještě několik desítek let – roku 1887 smrtí barona Otta vymřeli Stackelbergové po meči, a v roce 1894 pak vdova po baronovi prodala panství státu.
Poměry ke konci panství Stackelbergů nejspíše byly již mnohem snesitelnější než dříve. Nemáme zprávy o stížnostech poddaných, ba dozvídáme se o nebývalém duchovním a kulturním rozvoji, jejž ostrov zažil během působení evangelického obnovného misionáře Larse-Johana Österbloma v letech 1873-1887. Österblom přišel na Vormsi ze Švédska a přinesl řadu nových impulsů do náboženského a kulturního života ostrovanů. V jednotlivých vesnicích byly založeny modlitebny, vznikla první škola mimo faru, pod vlivem rostoucích kontaktů s mateřským Švédskem byly zaváděny nové stavební a polnohospodářské technologie. Počet obyvatel ostrova vzrostl na cca 2500, z toho velká většina byli Švédové, Estonců bylo jen několik set.
Změny života na ostrově pokračovaly i na začátku 20. století. Panský statek odkoupený státem byl roku 1905 na popud Marie Fjodorovny, vdovy po caru Alexandrovi III., proměněn v sanatorium pro šlechtické dívky. Vormským sedlákům byla dána možnost vykoupit od státu svou půdu, což se do roku 1920 podařilo všem ostrovanům. Obyvatelé se, jako už po staletí, věnovali jednak rybolovu, jednak zemědělství, a vormské brambory, jablka a skopové maso patřily v letech mezi válkami dokonce mezi vývozní zboží. Ostrov měl pověst vzkvétajícího a idylického kraje. Roku 1924 přijel na Vormsi kázat sám uppsalský arcibiskup Nathan Söderblom, v roce 1932 navštívil ostrov švédský král Gustav VI. Počet obyvatel dále postupně vzrůstal, na počátku 40. let jich bylo téměř 3000.

### Sovětská doba
Utěšený rozvoj ostrova skončil sovětskou okupací 1940. Téměř okamžitě po zahájení práce sovětské správy ostrova začala násilná kolektivizace a likvidace obyvatel. Sověti museli už v následujícím roce ostrov opustit před postupující německou armádou. V roce 1943 se však fronta začala pohybovat opět na západ. Téměř všichni obyvatelé Vormsi z obav před krutostmi blížící se Rudé armády s ní se vracejícího sovětského režimu do jara 1944 opustili ostrov, většina míříc do Švédska.
Po obnovení sovětské okupace byl celý ostrov prohlášen za hraniční pásmo, do něhož měli přístup jen hlášení obyvatelé ostrova. Dosavadní majitelé usedlostí byli deportováni, zbylí obyvatelé rozděleni do několika kolchozů, které byly později sdruženy ve Vormský sovchoz. Sovchoz pěstoval obilí a brambory, choval skot, ovce a prasata, měl přidruženou mlékárnu a pekárnu. Námořní plavba byla civilnímu obyvatelstvu zcela zakázána, vyjma účasti na státním rybolovu.
Určité oživení na ostrově začalo na sklonku sovětské doby. Společným úsilím současných i někdejších Vormských obyvatel byl roku 1990 opraven a 29. července znovuvysvěcen poničený kostel sv. Olafa, po obnovení estonské samostatnosti 20. srpna 1991 ožily kontakty se Švédskem, rozproudil se kulturní život, ostrov se otevřel turistům.

## Současnost
Vormsi spolu s přilehlými ostrůvky tvoří obec Vormsi, která je součástí kraje Läänemaa. Z celkem 19 vesnic, které na Vormsi v minulosti byly, je dnes osídleno 14 — Borrby, Diby, Fällarna, Förby, Hosby, Hullo, Kersleti, Norrby, Rumpo, Rälby, Saxby, Sviby, Söderby, Suuremõisa — některé ovšem mají jen několik stavení. Na ostrově jsou hlášeny přibližně tři stovky trvalých obyvatel, avšak toto číslo se dlouhodobě stále snižuje.
Na ostrově působí mateřská a základní škola, které ve školním roce 2004/2005 navštěvovalo 13 předškolních dětí a 18 školáků. Funguje též veřejná knihovna, k dispozici jsou dvě střediska, v nichž se konávají přednášky, kurzy a kulturní pořady. Roku 1991 byla založena Skupina lidového tance Vormsi (Rahvatantsurühm Vormsi), od roku 2000 pracuje Vormská společnost lidových řemesel (Vormsi Käsitöö Selts). O obnovu vesnického života usiluje Saxbyský vesnický spolek (Saxby Külaühing). Pro celkové oživení ostrova ve smyslu trvale udržitelného života pracuje neziskové sdružení Západní pobřeží (Läänerannik).

## Fotografie

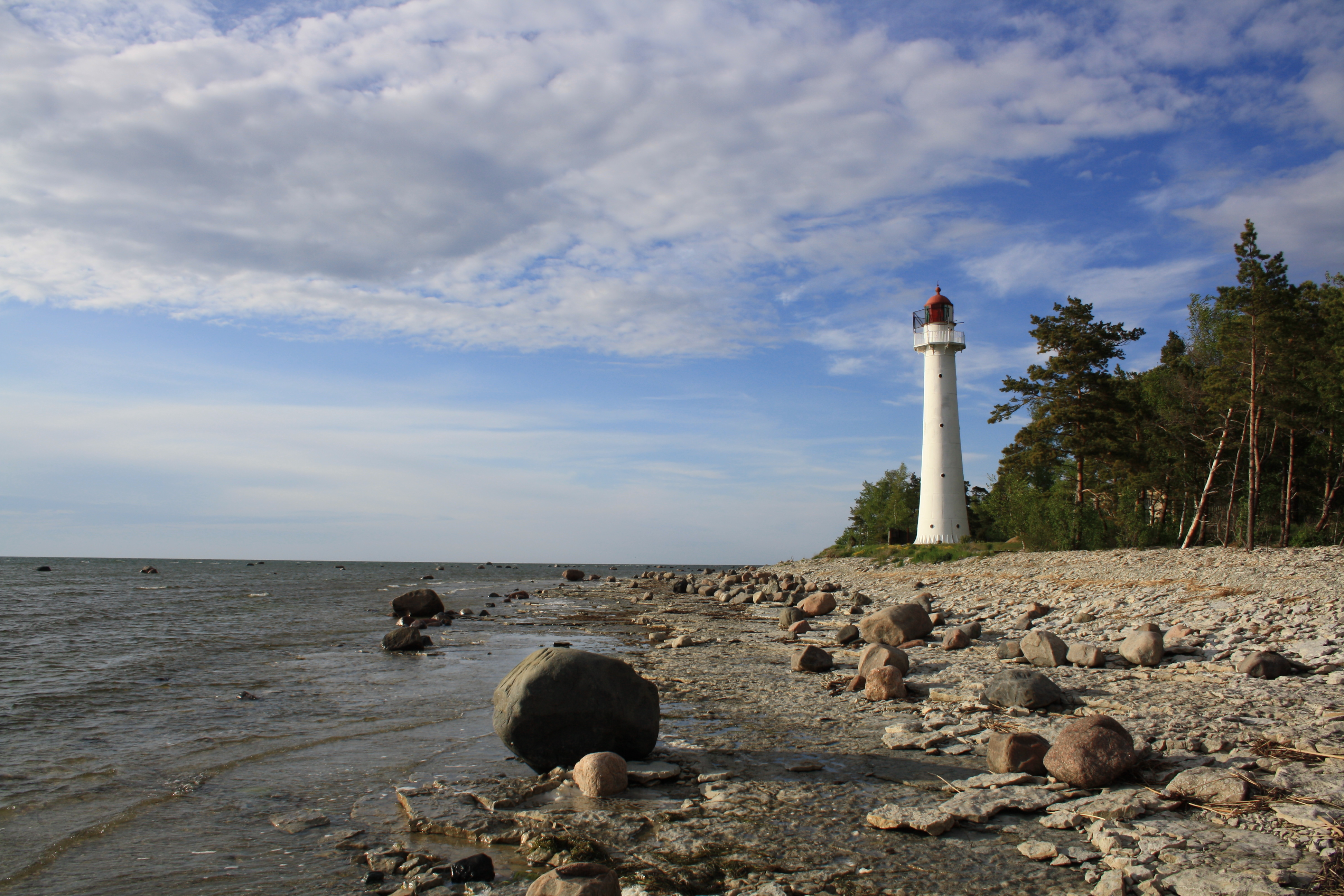
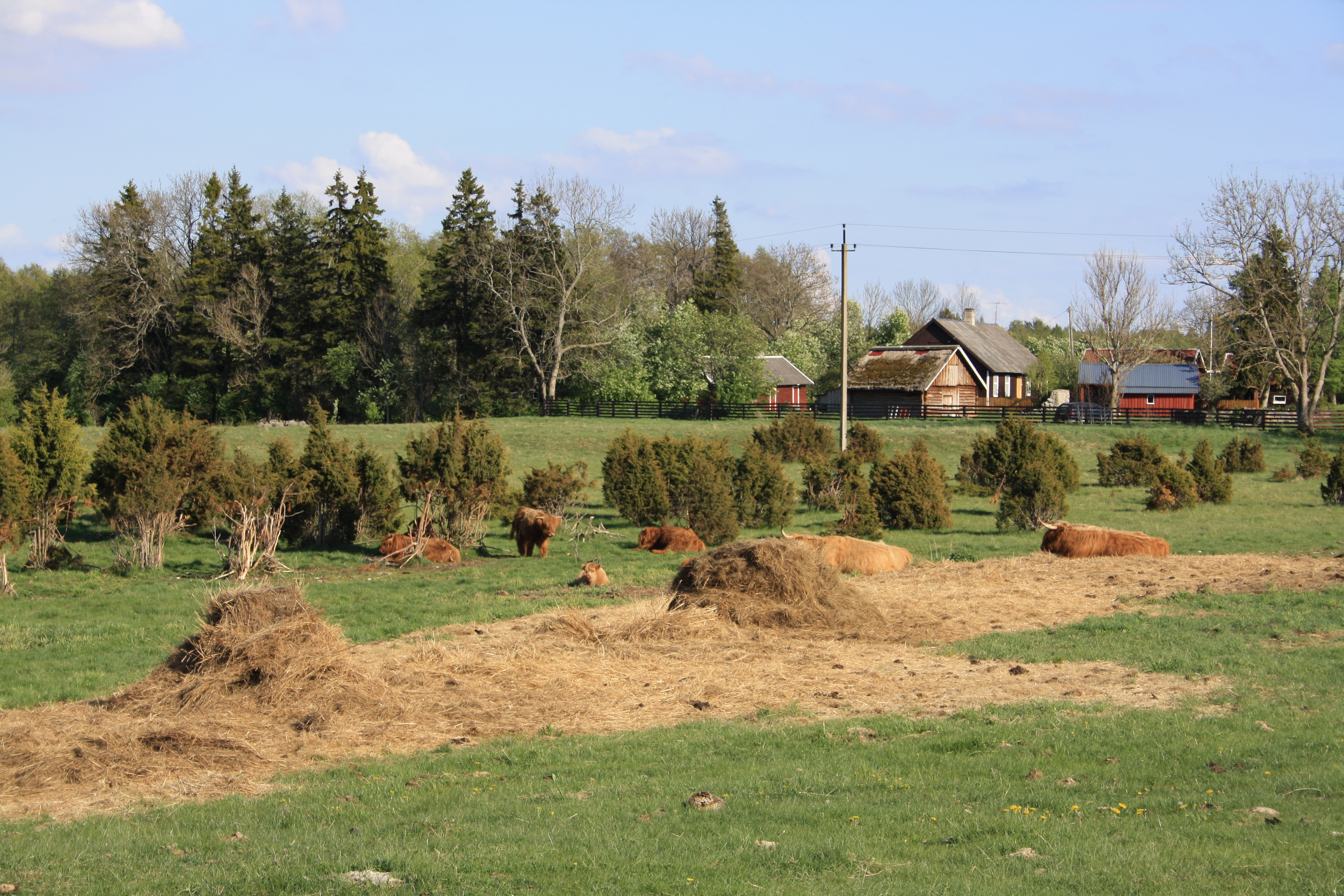
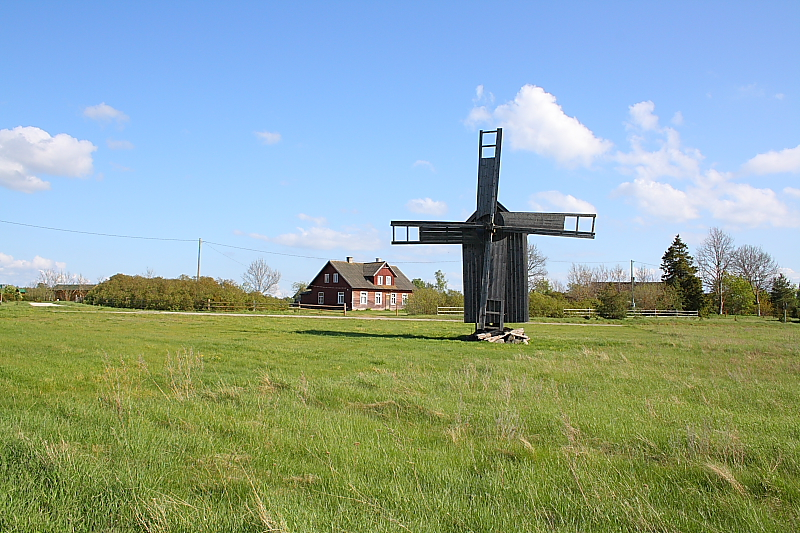
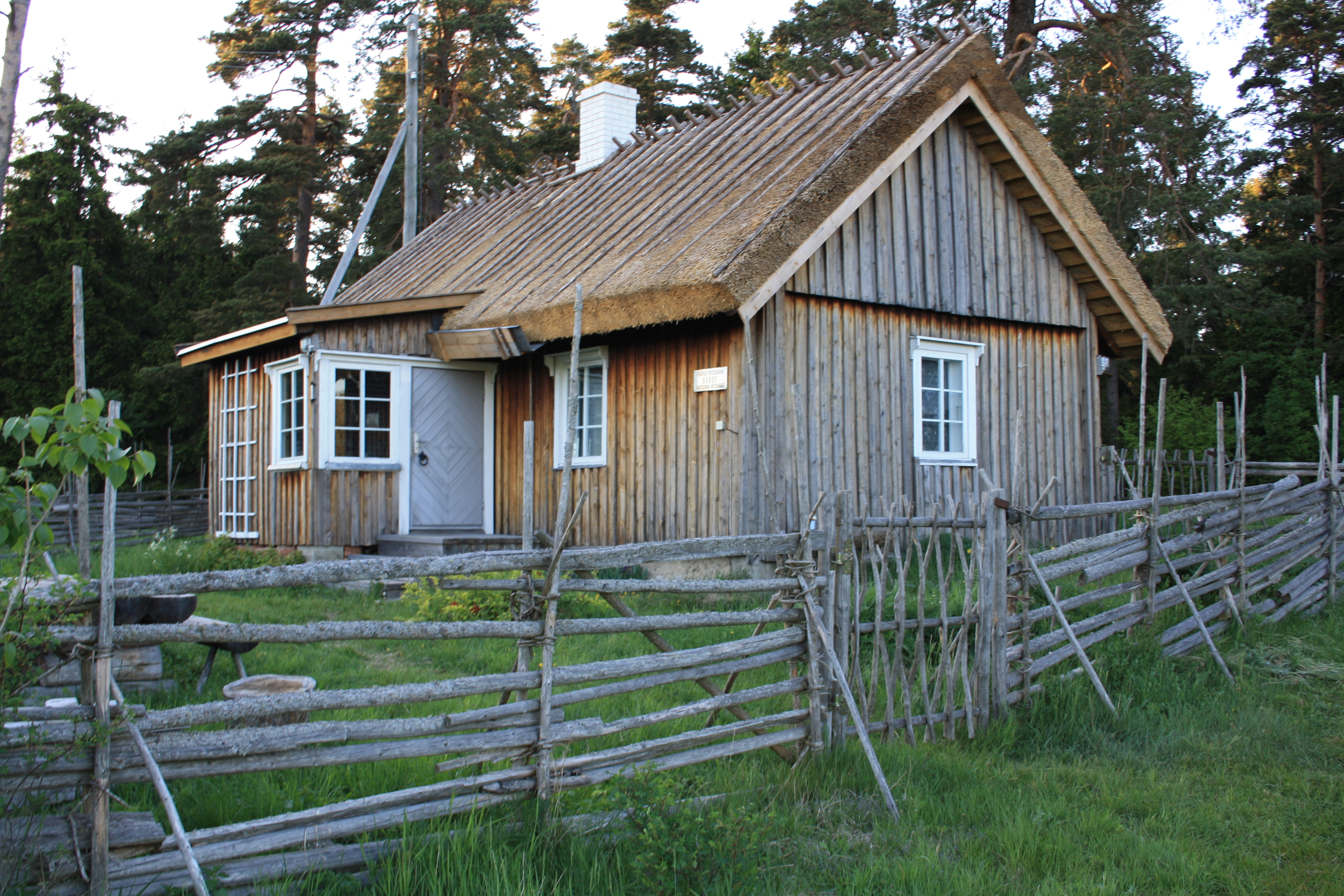
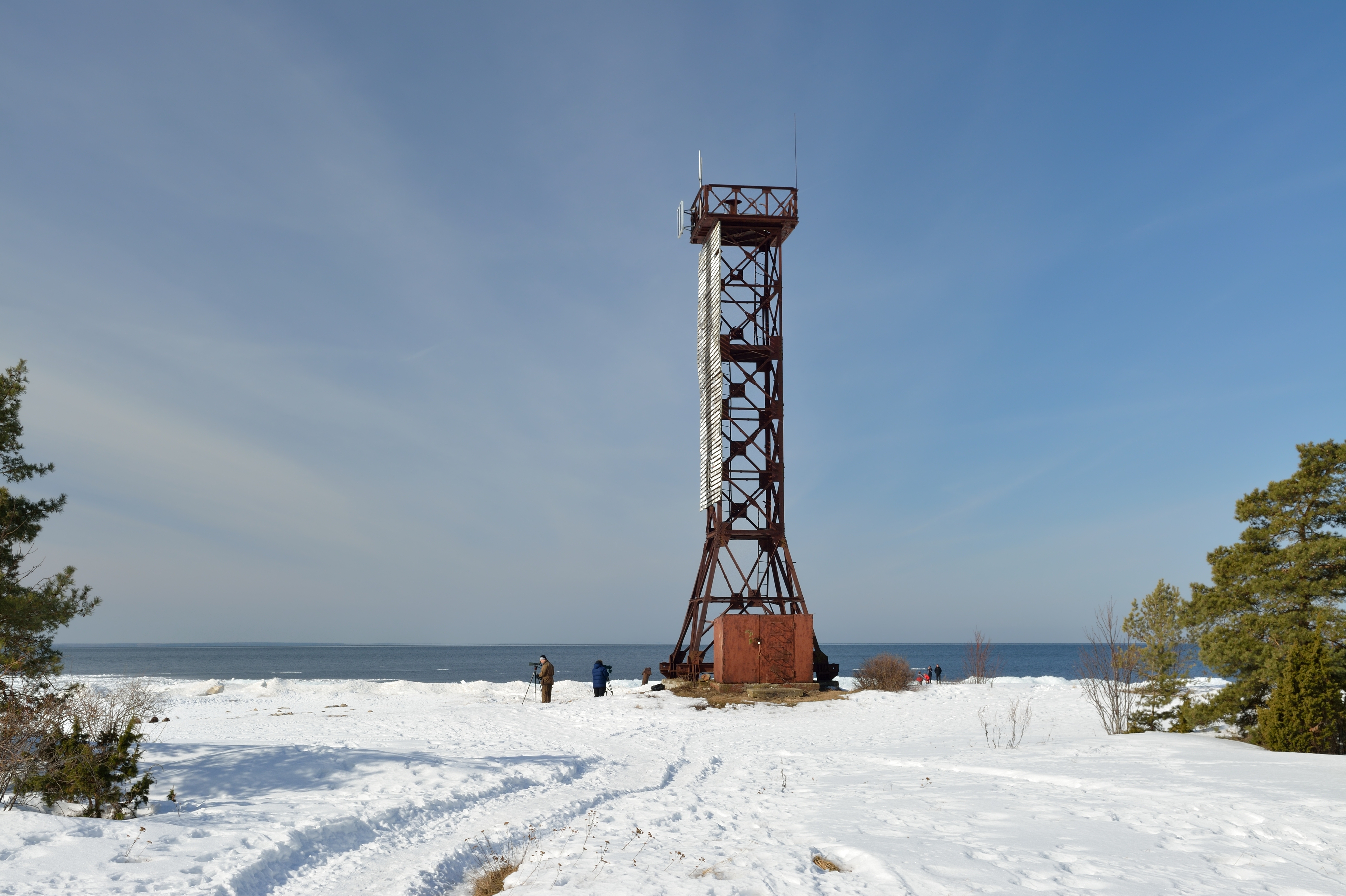